# Leonard Miller
Leonard Miller (Toronto, Ontario; 26 de noviembre de 2003) es un baloncestista canadiense que pertenece a la plantilla de los Minnesota Timberwolves de la NBA. Con 2,08 metros de estatura, juega en la posición de alero. Es hermano del también jugador profesional Emanuel Miller.

## Trayectoria deportiva

### Instituto
En su último año de instituto, en 2022, fue seleccionado para formar parte del equipo Resto del mundo en el clásico Nike Hoop Summit. Disputó 18 minutos en los que consiguió 11 puntos y 5 rebotes. El 31 de mayo de 2022, anunció que buscaría opciones profesionales en lugar de jugar baloncesto universitario.

### Profesional
El 7 de septiembre de 2022 firmó un contrato con el NBA G League Ignite de la G League. Jugó una temporada, en la que promedió 16,9 puntos y 10,1 rebotes por partido.
Fue elegido en la trigesimotercera posición del Draft de la NBA de 2023 por los San Antonio Spurs. pero ese mismo día sus derechos fueron adquiridos por los Minnesota Timberwolves a cambio de dos futuras segundas rondas. Los Wolves anunciaron que habían firmado un contrato con Miller el 9 de julio.

## Estadísticas de su carrera en la NBA

### Temporada regular
| Año     | Equipo    | PJ | PT | MPP | %TC  | %3P  | %TL   | RPP | APP | ROB | TPP | PPP |
| ------- | --------- | -- | -- | --- | ---- | ---- | ----- | --- | --- | --- | --- | --- |
| 2023-24 | Minnesota | 17 | 0  | 3.1 | .650 | .400 | .500  | 1.2 | .5  | .1  | .1  | 1.7 |
| 2024-25 | Minnesota | 13 | 0  | 2.5 | .400 | .000 | 1.000 | .8  | .0  | .2  | .1  | 1.5 |
| Total   | Total     | 17 | 0  | 3.1 | .650 | .400 | .500  | 1.2 | .5  | .1  | .1  | 1.7 |

### Playoffs
| Año   | Equipo    | PJ | PT | MPP | %TC  | %3P   | %TL | RPP | APP | ROB | TPP | PPP |
| ----- | --------- | -- | -- | --- | ---- | ----- | --- | --- | --- | --- | --- | --- |
| 2024  | Minnesota | 3  | 0  | 2.3 | .000 | .000  | —   | 1.3 | .0  | .0  | .0  | .0  |
| 2025  | Minnesota | 3  | 0  | 4.3 | .750 | 1.000 | —   | 1.7 | .0  | .0  | .0  | 4.3 |
| Total | Total     | 6  | 0  | 3.3 | .667 | .500  | —   | 1.5 | .0  | .0  | .0  | 2.2 |